# حميدو دجيبو
حميدو دجيبو (بالفرنسية: Hamidou Djibo)‏ (8 مارس 1985 بنيامي في النيجر - ) هو لاعب كرة قدم نيجري في مركز الدفاع. شارك مع منتخب النيجر لكرة القدم. أما مع النوادي، فقد لعب مع أس جي إن إن ووفاق سطيف ورايل كلوب دو كاديوغو.

## وصلات خارجية
- حميدو دجيبو على موقع الاتحاد الدولي (مؤرشف)  (الإنجليزية)
- حميدو دجيبو على موقع قاعدة بيانات كرة القدم.إي يو (الإنجليزية)
- حميدو دجيبو على موقع ناشيونال فوتبول تيمز (الإنجليزية)